# Karya (Lefkada)
Karya  este un oraș în Grecia în prefectura Lefkada.